# Утакмице фудбалске репрезентације Мађарске 1971.
| Домаћин | Гост |

Фудбалска репрезентација Мађарске је током 1971. године одиграла девет званичних утакмица. Мађарска је савладала Аустрију у гостима са 2 : 0. На овој утакмици се појавио и Флоријан Алберт, који се вратио после двогодишњег одсуства, а  посебно је био запамћен Бенеов гол који је постигао шутирајући са педесетак метара. У европским квалификацијама са Француском је одиграно 1 : 1, а после тога је уследио је пораз од Бугарске са 3 : 0 у Софији.
Следећи меч је био пријатељски меч против светског шампиона из 1970. Бразила, који је завршен нерешеним резултатом 0 : 0. Вероватно као резултат овог резултата и захваљујући новом селектору, репрезентација је напредовала и освојила свих преосталих пет квалификационих утакмица за Европско и Светско првенство.
Савезни селектори националног тима у овом периоду су били:
- Јожеф Хофер (455 — 457.)
- Рудолф Иловски (458 — 463.)[note 1]

## Утакмице
| Аустрија | 0 : 2 (0 : 0) | Мађарска     |
| -------- | ------------- | ------------ |
|          | Извештај      | 70’ 84’ Бене |

| Мађарска           | 1 : 1 (0 : 0) | Француска     |
| ------------------ | ------------- | ------------- |
| Л. Кочиш 69’ (пен) | Извештај      | 64’ Х. Равели |

| Бугарска                              | 3 : 0 (1 : 0) | Мађарска |
| ------------------------------------- | ------------- | -------- |
| Колев 38’ · Петков 48’ · Величков 72’ | Извештај      |          |

| Бразил | 0 : 0    | Мађарска |
| ------ | -------- | -------- |
|        | Извештај |          |

| Мађарска                   | 2 : 1 (0 : 1) | Југославија |
| -------------------------- | ------------- | ----------- |
| Холцер 64’ (аг) · Секе 82’ | Извештај      | 13’ Облак   |

| Мађарска                  | 2 : 0 (0 : 0) | Бугарска |
| ------------------------- | ------------- | -------- |
| П. Јухас 49’ · Видатш 51’ | Извештај      |          |

| Француска | 0 : 2 (0 : 2) | Мађарска             |
| --------- | ------------- | -------------------- |
|           | Извештај      | 35’ Бене · 43’ Замбо |

| Мађарска                              | 4 : 0 (3 : 0) | Норвешка |
| ------------------------------------- | ------------- | -------- |
| Бене 22’ 44’ · Дунаи II 24’ · Сич 64’ | Извештај      |          |

| Малта | 0 : 2 (0 : 1) | Норвешка    |
| ----- | ------------- | ----------- |
|       | Извештај      | 3’ 56’ Бене |

## Голгетери у 1971.
| - Ференц Бене - Антал Дунаи - Лајош Сич |

## Извори и спољашње везе
- Dénes Tamás-Rochy Zoltán. A 700. után. Rochy és Társa. ISBN 963-04-7169-8.
- Rejtő László – Lukács László – Szepesi György: Felejthetetlen 90 percek. Budapest: Sportkiadó. 1977.  963-253-501-4
- Све утакмице репрезентације Мађарске
- Репрезентација Мађарске на фудбалској бази података
- Утакмице репрезентације Мађарске (1971)